# Pwela
Pwela (en shan Poila) és un estat dels estats Shan, a la regió del Myelat, dins l'estat Shan de Myanmar. És de població Danu. L'estat té una superfície de 164 km². La capital és Pwela o Poila, a mig camí a la carretera entre Kalaw i Lawksawk. Té dos districtes separats. La població és principalment danu i Pa-O. Era un principat independent tributari del rei de Birmània. El 1886 el cap local va prendre part en la confederació contra els britànics (1886), però després de la victòria britànica va fer ràpida submissió (1887) i li fou reconeguda la possessió del territori. El darrer senyor que va governar va abdicar el 1959 i després fou una de les Repúbliques de la unió d'Estats Shan que constituïren l'Estat Shan, amb vocació d'independència, però part de Myanmar.